# Heptosen
Heptosen (von griechisch ἑπτά heptá, „sieben“) sind Monosaccharide, deren Kohlenstoffgrundgerüst sieben Kohlenstoff-Atome enthält. Sie haben alle die Summenformel C7H14O7 und eine Molare Masse von 210,18 g/mol. Sie unterscheiden sich durch die Art der Carbonyl-Funktion. Handelt es sich um eine Keto-Gruppe, so spricht man von Ketoheptosen, bei einer Aldehyd-Gruppe nennt man sie Aldoheptosen.
Es gibt 32 stereoisomere Aldoheptosen und 16 stereoisomere Ketoheptosen.

## Vorkommen und Verwendung

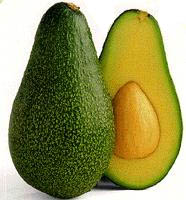
Avocadofrucht

Heptosen spielen in der Natur nur eine untergeordnete Rolle. Zu den wenigen in der Natur vorkommenden Heptosen gehören:
- Die D-Sedoheptulose, die als Sedoheptulose-7-phosphat als Zwischenprodukt des Pentosephosphatwegs auftritt und wesentlich an der Regeneration der D-Ribulose im Calvin-Zyklus beteiligt ist.[1] Die 7-Desoxy-sedoheptulose wird als Herbizid untersucht.
- Die D-Manno-heptulose, die in der Avocadofrucht vorkommt, und als Hexokinase-Inhibitor Verwendung findet. Eine orale oder intravenöse Zufuhr von D-Manno-heptulose führt zu einer verminderten Insulin-Ausschüttung und verhindert damit ein zu schnelles Absinken des Blutzuckerspiegels.[2]
- Die D-Talo-heptulose, die aus der Avocadofrucht extrahiert werden kann.[3]
- Die D-Allo-heptulose, die aus der Avocadopflanze gewonnen werden kann.[3]

Außerdem sind einige Heptosen Bestandteile der Lipopolysaccharide (LPS).

### Struktur der wichtigsten Ketoheptosen

Sedoheptulose
Mannoheptulose
Taloheptulose
Alloheptulose

### Struktur der wichtigsten Aldoheptosen

Glucoheptose
Mannoheptose

## Physikalische Eigenschaften
|              | D-Sedoheptulose | D-Mannoheptulose | D-Alloheptulose | D-Taloheptulose | D-Mannoheptose | D-Glucoheptose |
| Summenformel | C7H14O7         | C7H14O7          | C7H14O7         | C7H14O7         | C7H14O7        | C7H14O7        |
| CAS-Nummer   | 3019-74-7       | 3615-44-9        | 7101-28-2       | 31297-62-8      | 7634-39-1      | 62475-58-5     |
| PubChem      | 102926          | 12600            |                 |                 |                |                |
| Schmp. (°C)  | 100–102         | 151–152          | 130–132         | 135–137         | 145            | 180            |
| Aussehen     | weißes Pulver   | weißes Pulver    | weißes Pulver   | weißes Pulver   | weißes Pulver  | weißes Pulver  |